# ده‌نو (زاغه)
ده‌نو روستایی در دهستان زاغه بخش زاغه شهرستان خرم‌آباد استان لرستان ایران است.

## جمعیت
بر پایه سرشماری عمومی نفوس و مسکن در سال ۱۳۹۵ جمعیت این روستا ۶۲ نفر (۱۷خانوار) بوده‌است.